# Midnattens widunder
Midnattens widunder är det första albumet av det finska folk metal-bandet Finntroll, som gavs ut 1999 av skivbolaget Spikefarm.

## Låtförteckning
1. "Intro" (Katla/Trollhorn) – 1;56
2. "Svartberg" (Katla/Somnium) – 4:07
3. "Rivfader" (Katla/Somnium) – 4:09
4. "Vätteanda" (Katla/Somnium) –  4:36
5. "Bastuvisan" (Katla/Somnium/Trollhorn) – 1:18
6. "Blodnatt" (Katla/Somnium) – 5:12
7. "Midnattens widunder" (Katla/Somnium) – 4:40
8. "Segersång" (Katla/Somnium) – 1:58
9. "Svampfest" (Katla/Trollhorn) –  2:04

Spåren 3, 4 och 7 är inspelade på nytt och kommer från Rivfader-demon.

## Medverkande
Finntroll
- Tundra (Sami Uusitalo) – basgitarr, bakgrundssång
- Trollhorn (Henri Sorvali) – keyboard, bakgrundssång, arrangering
- Beast Dominator (Samu Ruotsalainen) – trummor, bakgrundssång
- Katla (Jan Jämsen) – sång
- Somnium (Teemu Raimoranta) – gitarr
- Örmi (Samuli "Skrymer" Ponsimaa) – gitarr

Bidragande musiker
- Tapio Wilska – sång
- Mistress Helga – dragspel

Produktion
- Tuomo Valtonen – inspelning
- Mikka Jussila – mixning
- Katla – omslagskonst
- Skrymer – omslagskonst
- Janne Peltonen – omslagsdesign
- Saila Hänninen – foto
- Jan Carlsson – foto